# سیارک ۱۵۶۸۸۰
سیارک ۱۵۶۸۸۰ (به انگلیسی: 156880 Bernardtregon، نامگذاری:2003ES1) صد و پنجاه و شش هزار و هشتصد و هشتادمین سیارک کشف شده‌است که در ۴ مارس ۲۰۰۳ کشف شد.